# 工業園區

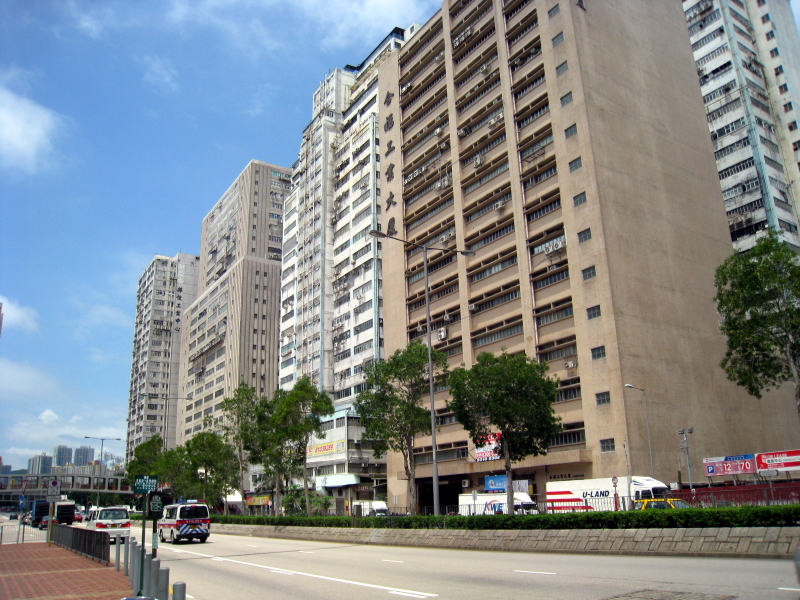
香港荃灣 柴灣角工業區的大樓式工業廠房

工業園區，是劃定一定範圍的土地，並先行予以規劃，以專供工業設施設置、使用的地區。工業園區的設置，通常是為了促進地方的經濟發展、增加就業機會而設立。
工業園區的用途相當多元，除了工廠、廠辦等一般工業設施之外，亦可提供高科技產業使用，甚至有研究機構與學術機構進駐。工業園區如經過妥善的開發，通常會發展成為一個產業聚落。
臺灣通常進駐工業園區的產業類型，都為早期較發達的產業，例如食品製造業、紡織業、成衣業、毛料製造業、家具業、造紙業、石化業、運輸業、化學製造業、倉儲業等。1980年代後遂有科學園區的發展。

## 优势
工业园区通常位于城市主要居住区的边缘或外围，通常有良好的交通通道，包括公路和铁路。其中一个例子就是位于伦敦泰晤士河门户区泰晤士河沿岸的大量工业区。工业园区通常位于交通设施附近，特别是在有多种交通方式相吻合的地方，包括公路、铁路、机场和港口。北美工业园区的另一个共同特征是水塔，它有助于容纳足够的水，以满足公园的需求和消防目的，同时也为工业园区和地点做广告，因为通常社区的名字和标志都被画在了它的表面。
这种通过这种类型的分区把土地搁置一边的想法有几个目的:
- 通过将专用的基础设施集中在一个划定的区域，以降低该基础设施的每个业务成本。这些基础设施包括公路、铁路侧线、港口、大功率电力供应(通常包括三相电力)、高端通信电缆、大容量供水、大容量燃气管道等
- 通过在一个地方提供集成的基础设施来吸引新的业务。
- 工业园区享受福利的资格
- 将工业用途与市区区分开，以尽量减少工业用途对环境和社会的影响。
- 根据工业区的具体需要，制定局部环境控制措施。

## 批评
不同的工业园区满足这些标准的程度不同。许多小社区都建立了工业园区，园区只通往附近的高速公路，只有基础设施和公路。公共交通选择可能有限或根本不存在。
巴基斯坦等发展中国家的工业园区还面临着许多额外的困难。这包括熟练劳动力的可用性和完全不同的工业部门(例如制药和重型工程)的聚集，这往往会给以质量为中心的工业带来不利的结果。

## 变化
专门从事生物技术的工业园区称为生物技术工业园区。也可称为生物产业园或生态产业集群。
在土地稀缺的新加坡和香港等城市，存在着扁平的工厂。这些典型地类似于公寓，但住房的是单个行业。分层工厂有货运电梯和道路服务于每一层，提供通往每个工厂地段的通道。